# Mutnedzsmet (XXI. dinasztia)
Mutnedzsmet („A kedves Mut”) ókori egyiptomi hercegnő és királyné volt, testvérének, I. Paszebahaenniutnak a nagy királyi hitvese. Két fia ismert, Amenemopet későbbi fáraó és Anhefenmut herceg.
Szülei I. Pinedzsem, a magát fáraónak kikiáltó Ámon-főpap, aki Egyiptom déli részét uralta a XXI. dinasztiával egyidőben, és Duathathor-Henuttaui, XI. Ramszesz fáraó lánya. A luxori templomban ábrázolják apjával és két lánytestvérével, Maatkaréval és Henuttauival. Megjelenik férje taniszi sírjában is, ahol eltemették, itt királynéként ábrázolják sírkamrájában. A sírt fia, Amenemopet kisajátította, Mutnedzsmet múmiája eltűnt. Több, a nevével ellátott temetkezési kellék Kairóban található, az Egyiptomi Múzeumban.
Címei
Nagy királyi hitves (ḥm.t-nỉswt wr.t), Nagy királyi hitves, az első őfelségének (ḥm.t-nỉswt wr.t tp.t n ḥm=f), A király felesége (ḥm.t-nỉswt), A Két Föld úrnője (nb.t-t3.wỉ), A király lánya (z3.t-nỉswt), A király nővére (zn.t-nỉswt); Ámon-Ré, az istenek királyának második prófétája (ḥm.t-nṯr-snw n ỉmnw-rˁ nỉswt nṯrw), Ámon-Ré, az istenek királya háremének nagyja (wr.t ḫnr.t n ỉmnw-rˁ nỉswt nṯrw), A nagy Mut, az iseru úrnőjének papnője (ḥm.t-nṯr n mwt wr.t nb.t ỉšrw), A nagy Mut, az iseru úrnője birtokának irányítója (ˁ3 n pr mwt wr.t nb.t ỉšrw), A thébai Honszu Noferhotep papnője (ḥm.t-nṯr n ḫnsw-m-w3s.t-nfr-ḥtp), A hatalmas gyermek Honszu anyja (mwt-nṯr n ḫnsw-p3-ẖrd ˁ3).